# Sosna (sjö i Belarus, Vitsebsks voblast, lat 55,68, long 30,44)
Ozero Sosno (ryska: Озеро Сосно) är en sjö i Belarus.   Den ligger i voblasten Vitsebsks voblast, i den nordöstra delen av landet, 270 km nordost om huvudstaden Minsk. Ozero Sosno ligger 143 meter över havet. Arean är 0,79 kvadratkilometer. Den sträcker sig 1,1 kilometer i nord-sydlig riktning, och 1,1 kilometer i öst-västlig riktning.
I omgivningarna runt Ozero Sosno växer i huvudsak blandskog. Runt Ozero Sosno är det glesbefolkat, med 10 invånare per kvadratkilometer.